# Iveco
Iveco er en italiensk producent af vare- og lastbiler samt busser. Omkring år 2002 blev både Ivecos og Renault Trucks' busdivisioner opkøbt af det italienske selskab Irisbus. Siden 2003 har Iveco og Irisbus været 100 % ejet af Fiat-koncernen og siden 2011 Fiat Industrial.  I 2013 blev aktiviteterne overført til et nyt selskab kaldet  CNH Industrial
Ivecos datterselskab Sofim leverer dieselmotorer til Iveco samt en række andre producenter, bl.a. Fiat, Citroën, Peugeot og Renault.

## Aktuelle modeller
- Daily
- Trakker
- Eurocargo
- Stralis

- Wikimedia Commons har flere filer relateret til Iveco

| Italien | Spire Denne artikel om et firma eller en virksomhed i Italien er en spire som bør udbygges. Du er velkommen til at hjælpe Wikipedia ved at udvide den. |